# Separatie (sociologie)
Separatie is het socialisatieproces van acculturatie waarbij leden van een niet-dominante groep zich vrijwillig nauwelijks mengen met de dominante groep, maar vooral contact onderhouden met de andere leden van de eigen groep. Er is dus een hoge graad van cultuurbehoud en participatie met de eigen groep (ingroup), terwijl er nauwelijks sprake is van participatie met en aanpassing aan de andere groep (outgroup). Als dit gedwongen gebeurt, wordt wel gesproken over segregatie.